# 有坂隆祐
有坂 隆祐（ありさか りゅうすけ　「たかひろ」とも、1917年9月15日 - 1986年11月27日）は東京府出身の男性フィギュアスケート選手、指導者。戦前から戦後にかけて全日本選手権を5度優勝した。明治大学卒。

## 経歴
幼時に北海道札幌市に移る。小学校4年の時にスケートを始め、札幌商業学校入学後に、アイスホッケーからフィギュアに転向。その後北海中学に移り、有望選手として注目される。1935年明治大学に入学し、1935-1936年シーズンの全日本フィギュアスケートジュニア選手権で優勝するが、翌年右足首を骨折する。その後再起し、1939-1940年シーズンに全日本選手権で初優勝。以後、戦時中止を挟みながらも、全日本選手権で4連覇し、1950-1951年シーズンの全日本選手権では5度目の優勝を果たした。
1940年に開催される予定であった札幌オリンピックの有望選手と見られていたが、日本は1938年に札幌オリンピックと東京オリンピックの開催を返上したため幻に終わった。
関係者の努力もあり、1951年世界フィギュアスケート選手権に稲田悦子とともに日本人選手として15年ぶりに出場をしたが、最下位の11位に終わった。帰国後プロに転向し、1952年には、片山敏一・加藤禮子らとともに、日本で初めてのアイスショーも行っている。
競技引退後はコーチとして活動し、福原美和、杉田秀男を指導した。また、日本スケート連盟フィギュア部全国委員などをつとめ、入門書も執筆した。

## 主な戦績
| 大会/年         | 1935-36 | 1936-37 | 1937-38 | 1938-39 | 1939-40 | 1940-41 | 1946-47 | 1947-48 | 1948-49 | 1949-50 | 1950-51 |
| --------------- | ------- | ------- | ------- | ------- | ------- | ------- | ------- | ------- | ------- | ------- | ------- |
| 世界選手権      |         |         |         |         |         |         |         |         |         |         | 11      |
| 全日本選手権    |         |         | 4       | 2       | 1       | 1       | 1       | 1       |         |         | 1       |
| 全日本Jr.選手権 | 1       |         |         |         |         |         |         |         |         |         |         |
| 国民体育大会    |         |         |         |         |         |         | 1       | 1       | 1       |         | 1       |

## 著書
- フィギュア・スケート入門（万有社、1953年）
- ポピュラー・スケーティング　やさしいスケートの入門書（楡書房、1956年）
- 『冬のスポーツ』「第2章 3 フィギュアスケート」 札幌市教育委員会編 北海道新聞社 1981年2月 さっぽろ文庫16巻

## 参考資料
- 日置昌一『ものしり事典 芸能娯楽編』、河出書房、1953年
- 『新・人物風土記 第3巻』、読売新聞社、1955年
- 『毎日グラフ』1960年12月4日号、毎日新聞社
- 『講談社 日本人名大辞典』、講談社、2001年